# Top Spin 4
Top Spin 4 es el cuarto título de la serie de videojuegos de tenis Top Spin. Desarrollado por 2K Czech y distribuido por 2K Sports, el videojuego contiene licencias de jugadores y estadios. Algunos de los jugadores con licencia son Rafael Nadal, Roger Federer, Andy Murray, Pete Sampras o Andre Agassi. Es el primer juego de la serie en tener soporte 3D y es compatible con PlayStation Move (para la versión de PS3).
El videojuego salió para las consolas PlayStation 3, Xbox 360 y Wii el 15 de marzo de 2011 para Norteamérica y el 18 de marzo de 2011 para Europa.

## Jugadores
| ATP - James Blake - Nikolái Davydenko - Novak Djoković - Roger Federer - Andy Murray - Rafael Nadal - Andy Roddick - Gilles Simon - Bernard Tomic - Stanislas Wawrinka | WTA - Eugenie Bouchard - Ana Ivanović - Jelena Janković - Dinara Sáfina - Serena Williams - Caroline Wozniacki - Vera Zvonariova | Leyendas - Andre Agassi - Boris Becker - Björn Borg - Michael Chang - Jim Courier - Ivan Lendl - Patrick Rafter - Pete Sampras |

## Campeonatos

### Campeonatos con licencia
Grand Slam
- Abierto de Australia - Melbourne
- Abierto de Estados Unidos - Nueva York
- Roland Garros - París

Especial
- ATP World Tour Finals - Londres

Masters 1000
- Masters de Indian Wells - Indian Wells (California)
- Masters de Miami - Miami
- Masters de París - París

### Campeonatos sin licencia
Grand Slam
- Dublin Stadium (reemplaza al Campeonato de Wimbledon) - Dublín

Masters 1000
- Canada Tennis Center (reemplaza al Masters de Canadá) - Toronto
- Cincinnati Tennis Center (reemplaza al Masters de Cincinnati) - Cincinnati
- Court Principal (reemplaza al Masters de Montecarlo) - Mónaco
- Madrid Sports Arena (reemplaza al Masters de Madrid) - Madrid
- Shanghai Palace (reemplaza al Masters de Shanghái) - Shanghái
- Stadio San Alessandro (reemplaza al Masters de Roma) - Roma

## Características
Tenis Real: Top Spin 4 permite a los jugadores ver, sentir y oír lo mismo que los jugadores
profesionales en un partido de tenis real. Desde el apartado visual de los mejores jugadores del mundo, hasta la fiel recreación de las pistas más consagradas y la inigualable autenticidad del estilo de juego en la pista, Top Spin 4 ofrece una experiencia tenística impactante.
Innovador Sistema de Control: Totalmente accesible a los principiantes, pero con una profundidad que satisfará a los expertos del tenis, el innovador sistema de control del juego permite a los jugadores de cualquier nivel aprovechar las debilidades del rival y convertirse en una fuerza imparable en la pista.
El elenco de jugadores más completo hasta la fecha: La mejor colección de talento tenístico nunca vista, con 25 de los mejores jugadores profesionales del mundo, nuevas promesas llenas de talento y algunos de los iconos más legendarios, como Andre Agassi, Boris Becker, Michael Chang y muchos más. Todo ello respaldado por el galardonado Signature Style de 2K, que incorpora la ropa, el aspecto, el estilo de golpes, el comportamiento de la IA y las celebraciones específicas de cada jugador.
Nueva presentación de estilo televisivo: Los novedosos elementos audiovisuales hacen
que el tenis cobre vida como nunca, con secuencias de animación previas al partido, distintas reacciones del público, ángulos de cámara con un dinámico estilo de retransmisión televisiva y mucho más.
Creación de jugadores: La forma de crear a un jugador es muy simple, ofreciendo indumentaria oficial de adidas, nike, fila, etc, personalización del rostro, carácter de tenista, etc.

## Recepción
Las versiones de PlayStation 3 y Xbox 360 recibieron críticas "favorables", mientras que la versión de Wii recibió críticas "mixtas", según el sitio web de reseñas Metacritic. GameZone dijo sobre la versión de PS3: " Top Spin 4 ofrece mucho a los amantes del tenis por sí solo y se presenta en una forma hermosa. Su gran profundidad de juego, empaquetado en un formato accesible y divertido. , lo eleva al escalón superior de los títulos de tenis. Compre el juego, no el espectáculo en 3D". En Japón, Famitsu les dio a cada uno una puntuación de uno ocho, dos sietes y un seis para un total de 28 sobre 40.
El juego también obtuvo un premio en el concurso Booom por ser el mejor videojuego checo del año.